# IC 3008
IC 3008 ist eine Spiralgalaxie vom Hubble-Typ Sb im Sternbild Haar der Berenike am Nordsternhimmel. Sie ist schätzungsweise 309 Millionen Lichtjahre von der Milchstraße entfernt und hat einen Durchmesser von etwa 80.000 Lj.

Im selben Himmelsareal befinden sich u. a. die Galaxien IC 3004, IC 3017, IC 3018, IC 3019.
Entdeckt wurde das Objekt am 7. Mai 1904 von Royal Frost.